# Fletcherita
La fletcherita és un mineral de la classe dels sulfurs que pertany al grup de la carrollita. Va ser anomenada en honor de l'indret on va ser descoberta: la mina Fletcher, a West Fork (Missouri, Estats Units).

## Característiques
La fletcherita és un sulfur de fórmula química CuNi₂S₄. Cristal·litza en el sistema isomètric en cristalls anèdrics, de fins a 200 μm, normalment inclosa en altres sulfurs. La seva duresa a l'escala de Mohs és 5.
Segons la classificació de Nickel-Strunz, la fletcherita pertany a «02.D - Sulfurs metàl·lics, amb proporció M:S = 3:4» juntament amb els següents minerals: bornhardtita, carrol·lita, cuproiridsita, cuprorhodsita, daubreelita, florensovita, greigita, indita, kalininita, linneïta, malanita, polidimita, siegenita, trüstedtita, tyrrel·lita, violarita, xingzhongita, ferrorhodsita, cadmoindita, cuprokalininita, rodoestannita, toyohaïta, brezinaïta, heideïta, inaglyita, konderita i kingstonita.
L'exemplar que va servir per a determinar l'espècie, el que es coneix com a material tipus, es troba conservat al museu Smithsonian (Ref. 137072).

## Formació i jaciments
La fletcherita es troba disseminada en sulfurs de coure, en porcions riques en coure que reemplacen dolomies; també es troba en llicorella negra.
A més de l'indret on va ser descoberta, també ha estat descrita a Alemanya, el Brasil, el Canadà, Finlàndia, Namíbia, Portugal, la República Txeca, la República Democràtica del Congo i Rússia. Als territoris de parla catalana ha estat descrita a Xóvar (Castelló, País Valencià).